# Tomaž Erdedi
Grof Tomaž Erdődy de Monyorókerék et Monoszló (madžarsko monyorókeréki és monoszlói gróf Erdődy Tamás, hrvaško Toma Bakač Erdedi), madžarsko-hrvaški plemič, ki je služil kot ban Hrvaške med 1583–1595 in 1608–1615 ter član bogate družine Erdedi, * 1558, † 17. januar 1624
Dosegel je pomembne zmage v vojnah proti vojskam Osmanskega cesarstva.

## Biografija
Tomaž Erdedi se je rodil leta 1558 kot sin nekdanjega bana Petra Erdedija in Margit Tahi. Imel je dva brata in sestre. Poročil se je z Marijo Ungnad, hčerko hrvaškega bana Krsta Ungnada, imela sta tri sinove (vključno z banom Žigmondom Erdedijem) in štiri hčere. Tomaž Erdedi je bil po svojih sinovih tudi dedek madžarskih plemičev Jurija Erdedija in Imreja Erdedija.
Leta 1583 je kot hrvaški ban nasledil svojega tasta Krsta Ungnada. Njegova prva zmaga se je zgodila v bitki pri Slunju leta 1584. Leta 1591 je osvobodil moslavaško pokrajino. Leta 1592 je doživel edini velik poraz v bitki pri Brestu. Ko so osmanske sile leta 1593 poskušale ponovno zavzeti območje, je sledila bitka pri Sisku, v kateri je Sveto rimsko cesarstvo premagalo Otomansko cesarstvo , kar je močno zavrlo sposobnost Otomanov, da bi se razširili naprej v Evropo, in sprožila dolgo turško vojno. Za to zmago je Erdedi prejel čestitke od papeža Klementa VIII. Filip II. Španski mu je podelil v viteški red svetega Odrešenika. Po zmagi v Sisku mu pripisujejo besedno zvezo " In deo vici " (»Zmagal v [imenu] Bogu«).
Svojo vlogo bana je zapustil leta 1595. Med letoma 1598 in 1603 je služil kot vodja oskrbnikov, nato pa med letoma 1603 in 1608 glavni zakladnik. V osamosvojitveni vojni Štefana Bočkaja je sodeloval kot zaveznik Habsburžanov. Medtem je bil od leta 1607 tudi večni grof Varaždinske županije, ki je od takrat postala dedna, dodeljena družini Erdedi.
Erdedi je ponovno dobil položaj bana v času med letom 1608 in 27. novembrom 1614, ko se je odrekel svojemu položaju, ki pa ga je obdržal na zahtevo hrvaškega sabora, dokler ni bil 16. februarja 1615 imenovan novi ban Benedek Thuróczy. Nato je bil Erdedi imenovan za glavnega zakladnika in je to funkcijo opravljal do svoje smrti 17. januarja 1624. V času svojega življenja je dvakrat kandidiral za mesto palatina Ogrske (1596, 1611), vendar so protestantski stanovi preprečili njegovo izvolitev zaradi njegove "verske nestrpnosti".